# Журавлёв, Пётр Михайлович
Пётр Михайлович Журавлёв (22 июля 1901, село Увяз, ныне Шиловский район, Рязанская область — 1 сентября 1974, Москва) — советский военный деятель, Генерал-майор (25 сентября 1943).

## Начальная биография
Родился 22 июля 1901 года в селе Увяз Касимовского уезда Рязанской губернии, ныне Шиловского района Рязанской области, русский.

## Военная служба

### Гражданская война
В марте 1920 года был призван в ряды РККА и направлен красноармейцем в 4-й запасной полк, дислоцированный в Твери, а в апреле того же года был направлен на учёбу на 2-е Московские пехотные командные курсы. С мая того же года в составе Московского курсантского полка сводной ударной курсантской бригады принимал участие в боевых действиях на Южном фронте против войск под командованием генерала П. Н. Врангеля, в сентябре был ранен, после чего проходил лечение в госпиталях в Екатеринославе и Москве. После выздоровления с июня 1921 года продолжил учёбу на пехотных командных курсах. С декабря того же года в составе 2-го Московского курсантского полка сводной курсантской бригады принимал участие в боевых действиях по ликвидации восстания в Карелии.

### Межвоенное время
После окончания курсов в марте 1922 года был направлен на учёбу в Объединённую военную школу имени ВЦИК, после окончания которой в августе 1924 года был направлен в 10-й полк связи (Московский военный округ), где служил на должностях командира взвода полковой школы, политрука кабельно-шестовой роты, командира роты и временно исполняющего должность командира батальона.
В марте 1930 года был направлен на учёбу в Военную академию имени М. В. Фрунзе, после окончания которой в апреле 1933 года был назначен на должность заместителя коменданта Жлобинского эксплуатационного железнодорожного района (Белорусский военный округ), в июне 1934 года — на должность военного коменданта железнодорожного участка Карымская — Оловянная (Забайкальская железная дорога), в феврале 1938 года — на должность начальника 1-го отделения, а затем — на должность помощника начальника 3-го отдела штаба Забайкальского военного округа.
В ноябре 1938 года был направлен на учёбу в Академию Генштаба РККА, а в сентябре 1939 года был назначен на должность начальника 3-го отдела штаба 10-й армии, после чего принимал участие в боевых действиях во время похода в Западную Белоруссию. В октябре 1940 года продолжил учёбу в Академии.

### Великая Отечественная война
В июле 1941 года был назначен на должность заместителя начальника 1-го отдела Управления военных сообщений Генштаба Красной Армии, в декабре того же года — на должность старшего помощника начальника, а затем — на должность начальника 1-го отделения оперативного отдела штаба 24-й армии (Московская зона обороны). В конце апреля 1942 года армия была преобразована в 1-ю резервную, а 10 июля того же года — в 64-ю армию, которая вскоре принимала участие в боевых действиях во время Сталинградской битвы.
В апреле 1943 года был назначен на должность начальника штаба 24-го гвардейского стрелкового корпуса, после чего принимал участие в Курской битве и битве за Днепр, в Кировоградской, Уманско-Ботошанской, Ясско-Кишинёвской и Дебреценской наступательных операциях. За мужество и отвагу, проявленные в ходе боевых действий, был награждён орденами Суворова 2 степени и Кутузова 2 степени. С 17 по 20 ноября 1944 года временно командовал этим же корпусом, принимавшим участие в ходе Будапештской наступательной операции. За эти бои был награждён орденом Богдана Хмельницкого 2 степени. С апреля 1945 года находился на лечении в госпитале по болезни.

### Послевоенная карьера
После выздоровления в июне 1945 года был назначен на должность старшего преподавателя кафедры тактики высших соединений Высшей военной академии имени К. Е. Ворошилова, в сентябре 1956 года — на должность старшего преподавателя кафедры стратегии и оперативного искусства, в феврале 1958 года преобразованной в кафедру оперативного искусства.
Вышел в отставку в декабре 1960 года в звании генерал-майора. Умер 1 сентября 1974 года в Москве. Похоронен на Котляковском кладбище.

## Награды
- Орден Ленина;
- Два ордена Красного Знамени;
- Орден Суворова 2 степени;
- Орден Кутузова 2 степени;
- Орден Богдана Хмельницкого 2 степени;
- Два ордена Красной Звезды;
- Медали.